# 76 Большой Медведицы
76 Большой Медведицы (лат. 76 Ursae Majoris), HD 110462 — одиночная звезда в созвездии Большой Медведицы на расстоянии приблизительно 589 световых лет (около 181 парсека) от Солнца. Видимая звёздная величина звезды — +6,02m.

## Характеристики
76 Большой Медведицы — белая звезда спектрального класса A0. Радиус — около 4,37 солнечных, светимость — около 89,19 солнечных. Эффективная температура — около 8917 К.